# Otis Worldwide
Otis Worldwide Corporation, tidigare Otis Elevator Company, är ett amerikanskt företag som designar, tillverkar och marknadsför hissar, rulltrappor, rullande trottoarer och liknande utrustning. Otis är en pionjär i sin verksamhet, och även världens största tillverkare av hissar och rulltrappor med verksamhet i nära 200 länder.
Otis har monterat och installerat hissar i några av världens kändaste byggnader, till exempel Eiffeltornet, Empire State Building, World Trade Center, Petronas Twin Towers, Shanghai World Financial Center, Burj Khalifa, CN Tower och Skylon Tower. Världens första elektriska hiss installerades av Otis i Demarest Building på Manhattan i New York.
1976 köptes företaget av United Technologies Corporation. Under hösten 2018 meddelade UTC att Otis skulle knoppas av till att vara ett självständigt företag och det slutfördes den 3 april 2020 när UTC blev fusionerad med försvarskoncernen Raytheon Company och bildade Raytheon Technologies Corporation.

## Historia

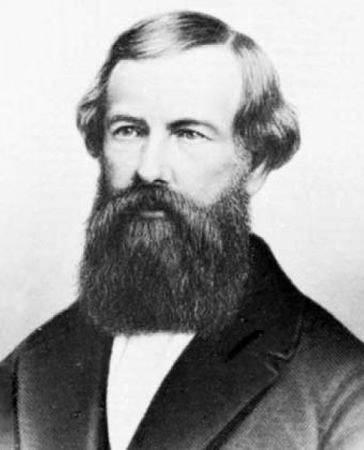
Elisha Graves Otis.

Företaget grundades 1853 i Yonkers, New York av Elisha Otis, uppfinnare till en av hissens viktigaste delar ur säkerhetsperspektiv, fånganordningen. Företaget har 60 000 anställda i hela världen, varav 7 000 i USA. I Sverige arbetar runt 300 anställda i Otis AB.

### Världens första fånganordning

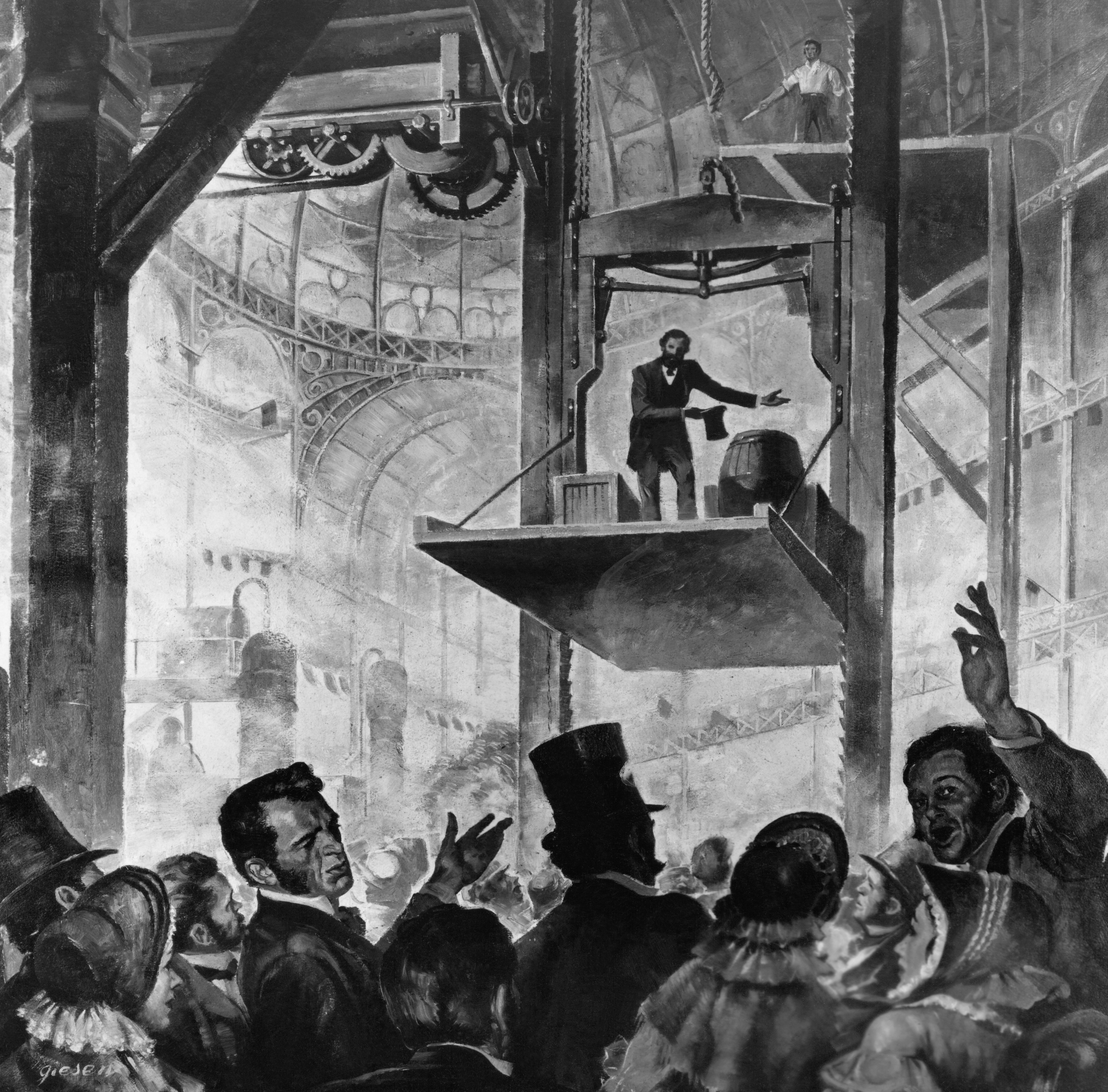
Otis demonstrerar sin fallbroms i Kristallpalatset i London 1854.

Vid världsutställningen 1853 i New York ställde sig Elisha Otis i hisskorgen på en där uppställd demonstrationsanläggning och gav order om att hisslinan skulle kapas. Hisskorgen föll ned, men blott en kort sträcka, eftersom gripklor genast grep tag i gejdrarna och effektivt bromsade hisskorgens fallrörelse. Beställningar på den nya säkerhetshissen strömmade in och en ny epok i byggandet av höga hus inleddes; skyskraporna hade Otis att tacka för sin existens.
Idag är det krav på att alla hissar måste ha en fånganordning.

### Byggnader i Sverige med Otis produkter
Salénhuset (byggt 1977) i Stockholm är utrustat med flera Otis-hissar, Lyckan (byggt 2011) i Norrköping (bild nedan), Nya Karolinska Sjukhuset (ska vara klart 2016) i Solna ska OTIS bygga 63 nya hissar  och lika så är det med flera andra större kontorsbyggnader.

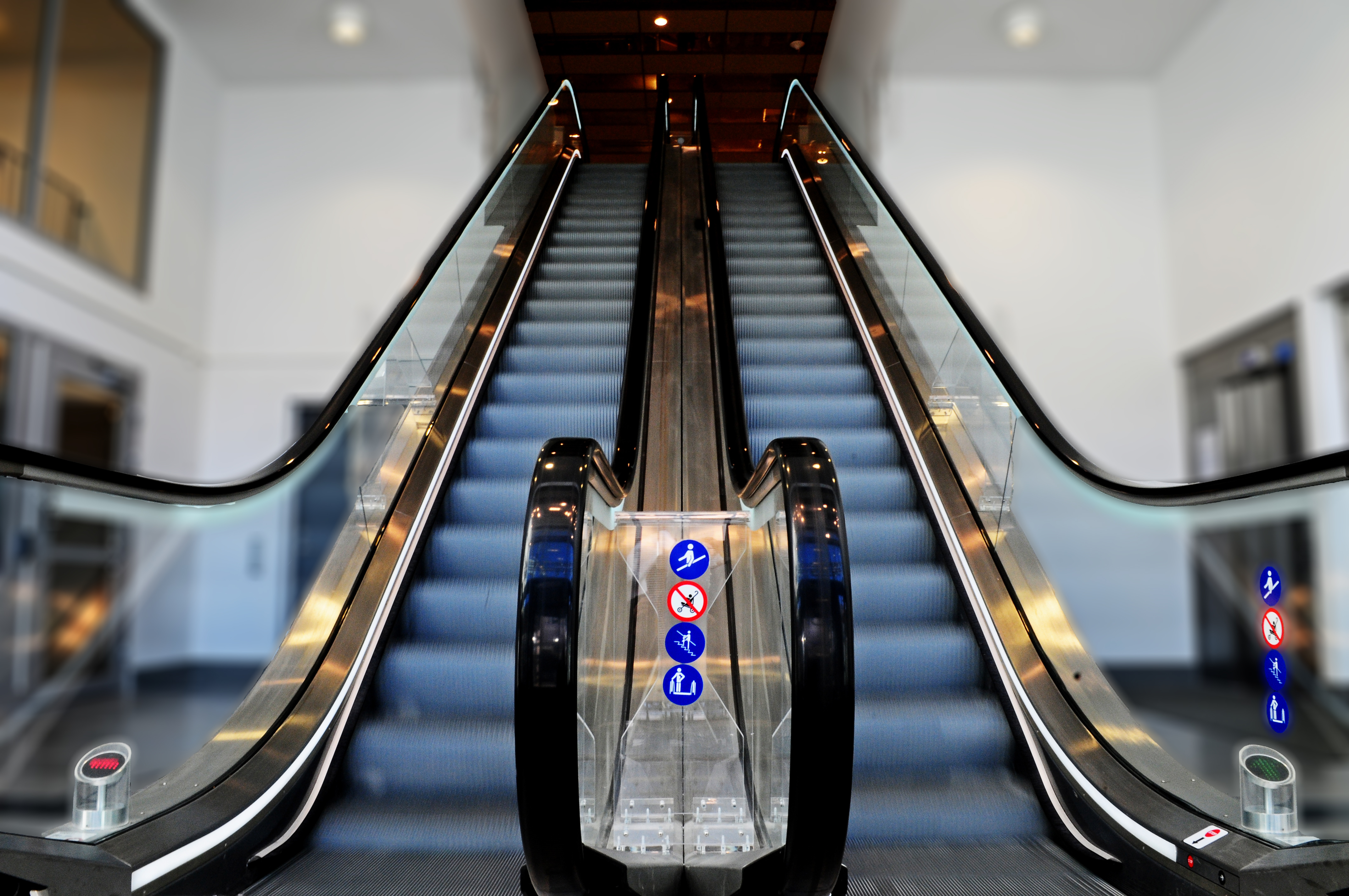
I Norrköping finns två Otis rulltrappor av modell 506 NCE.

## Hissar
OTIS har en ledande utveckling när det gäller teknik och miljö på hissar. GEN2-systemet är upp till 50 procent mer energieffektivt jämfört med konventionella system och istället för stålvajrar har de bälten. Det platta bältet möjliggör ett mer kompakt hissystem vilket avlägsnar behovet av ett maskinrum. Arkitekter och konstruktörer får större flexibilitet när de utvecklar byggnader. På bilderna nedan så visas en traditionell hiss som skulle kunna kallas stor och klumpig med sina runda vajrar. Efter en GEN2-modernisering av hissen så är det ganska tydligt varför OTIS bältena är som att återuppfinna hissen. Efter fånget så är denna uppfinning en av de stora genombrotten i hissens historia. Ersättaren till de traditionella runda vajrarna är här för att stanna.
| Till vänster i Port B den traditionella hissen och i Port A en GEN2 Modernisering |  | Till vänster i Port B den traditionella hissen och i Port A en GEN2 Modernisering |
| Till vänster i Port B den traditionella hissen och i Port A en GEN2 Modernisering |  |                                                                                   |

### Om bältena
Gen2-systemet ersätter traditionella stållinor med platta polyuretanklädda stålbälten. Den unika, patenterade teknologin med platta bälten eliminerar praktiskt taget vibrationer vilket ger passagerarna en jämnare och tystare färd. Bältena kan lättast förklaras med att det ser ut som ett platt band i gummi som inuti sig har 12 mindre vajrar som alla övervakas dygnet runt, varje dag, automatiskt av Otis elektroniska system PULSE. Vanliga hissvajrar skall kontrolleras 1 gång om året av besiktningsfirma. Ett serviceavtal måste varje hiss ha och vid service kan förebyggande åtgärder göras för att minska driftstörningarna.
Fördelar med bältena:
Bättre säkerhetskontroll (ifall någon lina skulle gå av), underhållsfria (behöver ej smörjas), upp till 20 % lättare och tre gånger så lång hållbarhet.
| Vänster bild visar inredningen på en OTIS hiss i Norrköping och höger bild visar samma hiss, fast kortet är taget på taket och visar bältena inkl motor. |  | Vänster bild visar inredningen på en OTIS hiss i Norrköping och höger bild visar samma hiss, fast kortet är taget på taket och visar bältena inkl motor. |
| Vänster bild visar inredningen på en OTIS hiss i Norrköping och höger bild visar samma hiss, fast kortet är taget på taket och visar bältena inkl motor. |  | |

### Maskinrumslösa
En nybyggnation av en GEN2-hiss behöver inte ha ett maskinrum så som fallet är i bilderna med hissarna i port A och B. Finns det ett maskinrum så utnyttjas det, men finns det inget så blir det som med bilderna på inredningen och bältena. Motorn hamnar helt enkelt på ett balksystem bredvid gejderna. Gen2:an är Otis maskinrumslösa hiss medan konkurrerande hissfirmors modeller är, Mitsubishi Elenessa; Kone EcoDisc; Schindler 400A och 3300; ThyssenKrupp Synergy; och Fujitec Talon.

## Rulltrappor
Den första rulltrappan invigdes 1897 i nöjesparken Coney Island i New York, USA. Dock fanns inte rulltrappor med vågräta och inbördes rörliga trappsteg förrän ett par år senare, då Otis Elevator Company utvecklat en rulltrappa som visades vid världsutställningen i Paris den 14 april 1900. Otis Elevator Company, spenderade 30 000 dollar på utvecklingen av sin första rulltrappa.
Det engelska ordet ”escalator” var ursprungligen ett varumärke för Otis Elevator Company, men bedömdes 1949 av U.S. Patent Office ha blivit ett allmänt begrepp för rörliga trappor. Ordet är en kombination av escalade (att storma en befästning med stegar) och elevator (hiss; plattform för att lyfta upp eller ner något). Först efter ett tiotal år, någon gång under 1930-talet, kom de första rulltrapporna till Sverige bland annat vid Slussen, NK, PUB och Saltsjöbanans station.
Stockholms pendeltåg har 71 rulltrappor i Odenplan och Stockholm City som upphandlats av Trafikverket. De har senare visat sig vara underdimensionerade och planeras bytas ut i förtid fram till 2037 till en kostnad av 1,3 miljarder kr.